# Kremsmauer
Kremsmauer är ett berg i Österrike.   Det ligger i distriktet Kirchdorf och förbundslandet Oberösterreich, i den centrala delen av landet, 170 km väster om huvudstaden Wien. Toppen på Kremsmauer är 1 604 meter över havet, eller 654 meter över den omgivande terrängen. Bredden vid basen är 14,9 km.
Terrängen runt Kremsmauer är huvudsakligen kuperad, men åt sydost är den bergig. Närmaste större samhälle är Micheldorf in Oberösterreich, 4,5 km nordost om Kremsmauer. 
I omgivningarna runt Kremsmauer växer i huvudsak blandskog. Runt Kremsmauer är det ganska glesbefolkat, med 45 invånare per kvadratkilometer.